# Osteocephalus duellmani
Espèce
Osteocephalus duellmani est une espèce d'amphibiens de la famille des Hylidae.

## Répartition
Cette espèce est endémique du département de Morona-Santiago en Équateur. Elle se rencontre à environ 1 910 m d'altitude dans la cordillère du Condor.

## Étymologie
Cette espèce est nommée en l'honneur de William Edward Duellman.

## Publication originale
- Jungfer, 2011 : A new tree frog of the genus Osteocephalus from high altitudes in the Cordillera del Cóndor, Ecuador (Amphibia:Anura:Hylidae). The Herpetological Journal, vol. 21, no 4, p. 247-253.